# Giochi di sorte
I giochi di sorte sono un tipo di gioco il cui esito dipende unicamente dal caso e non dall'abilità della persona che gioca. Si distinguono quindi in modo netto dai giochi di abilità.

## Legislazione italiana
La legislazione italiana non considera gioco d'azzardo i giochi di sorte a quota fissa e i giochi di carte organizzati in forma diversa dal torneo con partecipazione a distanza, nonostante entrambi non possano ricadere nella definizione di gioco d'abilità e prevedano premi in denaro.